# Eublemma pyrochroa
Eublemma pyrochroa är en fjärilsart som beskrevs av George Francis Hampson 1918. Eublemma pyrochroa ingår i släktet Eublemma och familjen nattflyn. Inga underarter finns listade i Catalogue of Life.